# Goldautomatismus
Unter Goldautomatismus wird ein automatischer Ausgleichsmechanismus für die Zahlungsbilanzen im Handelsverkehr zwischen Ländern mit Goldwährung bzw. goldgedeckten Währungen verstanden. Das insbesondere von David Hume vorgeschlagene Konzept kam z. B. während der Geltungsdauer des sog. Goldstandards bis 1914 zum Einsatz.

## Humes Ausführungen zum Goldautomatismus
Der Goldstandard umfasst viele starke, automatisch wirkende Mechanismen. Diese wirken auf ein simultanes Zahlungsbilanzgleichgewicht sämtlicher Länder hin. Der Bedeutendste dabei ist der Goldautomatismus (Goldwährungsmechanismus), der 1752 von David Hume, einem schottischen Philosophen, erklärt wurde.

„Gesetzt den Fall, dass über Nacht vier Fünftel des gesamten Geldes in Großbritannien vernichtet würden, was bedeutet, dass die Nation in Hinsicht auf Hartgeld in den gleichen Zustand versetzt wäre wie zu der Zeit der Regierung der Heinrichs und Eduards, was könnten die Auswirkungen sein? Der Preis aller Arbeit und Waren müsste entsprechend sinken und so preisgünstig wie zu damaligen Zeiten verkauft werden. Es stellt sich die Frage, ob dann eine Nation mit uns auf ausländischen Märkten in Konkurrenz treten oder zu vergleichbaren Preisen Schifffahrt betreiben oder Waren verkaufen könnte, damit ausreichend Profit erzielt werden kann. In welchem Zeitraum könnte dann das Geld, welches verloren gegangen war, wieder zurückgebracht werden, um uns auf die Stufe aller benachbarten Nationen zu heben? Wenn wir diese aber erreicht hätten, würde aller Vorteil durch billige Arbeit und Waren verloren gehen und der weitere Geldfluss durch Fülle und Sättigung gebremst.
Würde man weiterhin vermuten, dass sich das gesamte Geld Großbritanniens über Nacht um das Fünffache vermehren würde, könnte dann der entgegengesetzte Effekt eintreten. Alle Arbeit und Waren würden in unendliche Höhen steigen und keine benachbarte Region wäre im Stande, unsere Waren zu kaufen. Wiederum würden ihre Waren so billig, das sie uns damit überschwemmen und unser Geld entziehen würden. Die Folge wäre, dass wir auf eine Stufe mit den Ausländern sinken würden und die große Überlegenheit im Reichtum verlieren würden, welche uns solche Nachteile eingehandelt hätte?“

Humes Beschreibung des Goldautomatismus übersetzt heißt, dass angenommen wird, dass der laufende Überschuss der Leistungs- und Vermögensübertragungsbilanz Großbritanniens das Defizit der Kapitalbilanz (ohne Währungsreserven) übersteige. Weil die Nettoimporte des Auslands aus Großbritannien nicht vollständig aus britischen Krediten finanziert werden, muss ein gewisser Teil durch den Zufluss internationaler Reserven – d. h. Gold – nach Großbritannien gedeckt werden. Die Mehrung des Goldes senkt automatisch die ausländischen Geldmengen und dehnt die britische Geldmenge aus. Infolgedessen gehen die Auslandspreise nach unten und die britischen Preise werden nach oben gedrückt. Hume stellte dar, dass sich das Preisniveau und die Geldmengen in langer Frist proportional entwickeln.
Der gleichzeitige Anstieg der britischen Preise und des Rückganges der ausländischen Preise senkt die Auslandsnachfrage nach britischen Gütern und Dienstleistungen und erhöht nebenher die britische Nachfrage nach ausländischen Gütern und Dienstleistungen. Diese Nachfrageverschiebungen führen zu einer Reduzierung des britischen Leistungsüberschusses und des ausländischen Leistungsbilanzdefizites. Daher kommen über einen längeren Zeitraum die Reservebewegungen zum Stillstand und beide Länder erreichen ein Zahlungsbilanzgleichgewicht. Der Prozess funktioniert auch in die andere Richtung und würde damit eine Ausgangssituation beseitigen, in der im Ausland ein Überschuss und in Großbritannien ein Defizit herrscht.

### Bezug zum Geldmengen-Preismechanismus
Ursprünglich wurde dieser Mechanismus unter den Annahmen des Goldstandards entwickelt. In diesem Währungssystem sind die Zentralnotenbanken zum Ankauf und Verkauf von Gold zu einem festen Preis verpflichtet. Daher besteht in den Ländern eine feste Relation zwischen der Gewichtseinheit Gold und dem Nennwert der jeweiligen Währungseinheit. Somit ist auch der Wechselkurs bestimmt: Stehen nämlich alle Währungen in einer festen Relation zum Gold, so stehen sie auch untereinander in einem festen Verhältnis.
In Humes Werk Political Discources behandelte er zum Beispiel die Rolle des Geldes und der Zinsen in der Ökonomie, die internationale Handelspolitik oder die Finanzierung des Staates via Steuern und Krediten. Wenn man die Diskussionen über die Bedeutung des Geldes betrachtet, stimmen alle darin überein, dass Geld als Tauschmittel für den nationalen und internationalen Handel unabdingbar sei, da sonst die Spezialisierung der Produktion und der Tausch völlig unrentabel werden oder die Gewinne aus dem Tausch sogar vollständig verloren gingen. Hume betont dieses Argument in seinem Essay Of Money. Dabei setzt er das Mittel zum Tausch, nämlich Geld, mit Gold- und Silbermünzen, also mit Hartgeld, gleich und misstraut dem Papiergeld, falls es nicht sofort in Hartgeld umgewandelt werden kann. Weiterhin stimmt man darin überein, dass es einen Zusammenhang zwischen der Veränderung der Geldmenge und einer Veränderung des Preisniveaus gibt. Doch über den genauen Mechanismus und die exakte quantitative Beziehung über die Zeit hin, in der die Änderung der Geldmenge Preisänderungen bewirkt, ist man sich uneinig. Hume stellte fest, dass über einen längeren Zeitraum die Geldmenge langsamer steige als die Preise. Daraus ergibt sich zwar eine feste Beziehung zwischen Geld und Preis, jedoch keine proportionale. Nach Humes Erklärung ist es so, weil jede Preisregulierung Zeit in Anspruch nimmt und ein allmählicher Anstieg der Nachfrage, der aufgrund einer vergrößerten Geldmenge entsteht, durch ein Anpassen des Warenangebotes ausgeglichen werden kann. Hume schlussfolgert: „Das Wohlergehen eines Staatswesens hängt nicht davon ab, ob das Geld in einer größeren oder kleineren Menge vorhanden ist. Die richtige Politik der Regierung besteht darin, die Geldmenge wenn möglich zu erhöhen, denn dadurch wird in der Nation der Gewerbefleiß aufrechterhalten, und das Arbeitspotential nimmt zu, das die eigentliche Wirtschaftskraft und den Reichtum bildet.“
In seinem Essay On Republic Credit gibt Hume zu verstehen, dass der Staat sich nicht allein auf die Vermehrung des Papiergeldes als Mittel zur Kontrolle der Geldmenge verlassen sollte. Eine wachsende Staatsschuld und die Auflage von Staatsanleihen würde nur das Vertrauen in die Währung sinken lassen und viel eher eine Inflation auslösen als eine Ausweitung der Produktion bewirken. Die Regierung könnte ihre Geldmenge, das heißt die Menge an Gold- und Silbermünzen nur beeinflussen, wenn sie für Bedingungen sorgt, die den Bürgern eine Ausdehnung und Entwicklung des Handels mit den Geldbesitzern oder den Gold- und Silberproduzenten ermöglichen würde. „Eine Regierung hat gute Gründe, ihre Bürger und Manufakturen mit Umsicht zu behandeln. In Gelddingen mag sie sich unbesorgt auf den Lauf der Dinge verlassen“ (aus dem Essay Of the Balance of Trade).
Humes Betrachtung des Geldes ist Ausgangspunkt, um ein weiteres wichtiges ökonomisches Problem zu erörtern, nämlich Humes Zinstheorie. Es galt zu seiner Zeit als gesicherte These, dass einer der Vorteile der Geldmengensteigerung in der Senkung des Zinssatzes liege. Hume stellt die Frage, wie man die Aussage testen könne. Angenommen, dass die Behauptung wahr sei, so müssten Länder mit relativ großer Geldmenge relativ niedrige Zinssätze haben. Doch dies ist nicht der Fall. Er merkt an, dass diese Annahme sowieso unglaubwürdig sei. Eine Verdopplung der Geldmenge bedeutet nur, dass man sich eine größere Menge an Arbeit und Waren leihe und man den äquivalenten Geldwert plus der Zinsen zurückzahlen müsste, wobei die Zinsen ein bestimmter Teil des Geldäquivalents sind. Es gibt keinen Grund für die Annahme, dass dieser Anteil am Geldwert sich einfach ändern würde, weil der Wert der Arbeit oder der Waren (ausgedrückt in Geld) sich verändert hat.

### Bezug zur Quantitätstheorie
Die Beschreibung von Hume basiert auf der Quantitätstheorie der Preise, einer Schlüsseltheorie zum Thema allgemeines Preisniveau, mit dem sich die Makroökonomie beschäftigt. „Die Quantitätstheorie besagt, dass sich die inländischen Preisniveauveränderungen jeweils in gleicher Richtung entwickeln wie die Veränderungen des Geldangebotes im Verhältnis zur Geldnachfrage.“ Unter dem Goldstandard war Gold ein wichtiger Teil des Geldangebotes, entweder direkt, in Form von Goldmünzen, oder indirekt, wenn die Staaten Gold zur Deckung ihres Papiergeldes verwendeten. Humes Theorie zum Ausgleich der Zahlungsbilanz:
Angenommen, die USA hätten ein großes Außenhandelsdefizit und würden daher anfangen, Gold zu verlieren. Getreu der Quantitätstheorie vermindert dieser Goldverlust die amerikanische Geldmenge und senkt so die Preise und Kosten in den USA. Als Ergebnis reduzieren die USA ihre Importe britischer und anderer ausländischer Güter. Diese haben sich relativ verteuert. Da die in den USA produzierten Waren auf den Weltmärkten relativ billig geworden sind, steigen die amerikanischen Exporte.
Der entgegengesetzte Effekt tritt in Großbritannien und anderen Ländern ein. Bei einem enormen Anstieg der britischen Exporte erhält das Land im Gegenzug Gold. Die britische Geldmenge steigt an. Dies treibt, gemäß der Quantitätstheorie, die britischen Preise und Kosten in die Höhe. Zwei weitere Phasen des Mechanismus von Hume kommen hinzu: Die britischen und sonstigen ausländischen Exporte haben sich verteuert, daher nimmt das Volumen der in die USA und in andere Länder exportierten Güter ab. Die britischen Bürger importieren nun, angesichts eines höheren heimischen Preisniveaus, größere Mengen an billigen amerikanischen Gütern. Die Folge ist eine Verbesserung der Zahlungsbilanz jenes Landes, das Gold verliert, und eine Verschlechterung der Zahlungsbilanz des Landes, das Gold gewinnt.

### Hume und die Merkantilisten
Den zweiten Ausgangspunkt der Geldtheorie von Hume findet man in seiner Analyse des internationalen Handels. Hume untersuchte die bekannte merkantilistische Ansicht, dass der internationale Handel und Zahlungsverkehr starken Einschränkungen unterworfen werden müsse, da sonst Großbritannien infolge von Zahlungsbilanzdefiziten die Verarmung und ein Mangel seiner umlaufenden Goldwährung drohen könne. Hume widerlegte ihre Ausführungen, indem er nachwies, dass die Anpassung der Zahlungsbilanz automatisch ein hinreichendes Geldangebot in allen Ländern gewährleisten würde.
Der Merkantilismus sah in Silber und Gold die Hauptstützen des nationalen Wohlstandes und die wesentliche Voraussetzung für einen lebhaften Handel. Daher bereitete jeder Abfluss der Edelmetalle den Merkantilisten große Sorge. Ihr wesentliches politisches Ziel bestand darin, einen ständigen Überschuss der Zahlungsbilanz zu gewährleisten.
Hume wies nach, dass ein ständiger Überschuss unmöglich ist. Da der Zufluss der Edelmetalle die Inlandpreise erhöht und die Zahlungsbilanz ausgleicht, verschwindet der Überschuss mit der Zeit. Gleichermaßen senkt ein Mangel an Zahlungsmitteln die Inlandpreise und produziert einen Überschuss im Zahlungsverkehr mit dem Ausland. Dieser bringt Geld in der benötigten Menge in das Land. Nach Hume würde jeder Eingriff des Staates in den internationalen Handel der Volkswirtschaft schaden, ohne den Zuwachs an „Wohlstand und Reichtum“ zu erzeugen, der den Merkantilisten vorschwebte.
Hume machte darauf aufmerksam, dass die Merkantilisten einen einzigen und verhältnismäßig untergeordneten Bestandteil des nationalen Wohlstandes, nämlich die Edelmetalle, überbewerteten, unterdessen sie seine wichtigste Quelle, die produktive Kapazität, übersahen.

## Entstehung
Steigt in einem Land die Nachfrage nach dessen Währung stärker als das Angebot, z. B. weil dieses Land viel exportiert, so steigt der Wechselkurs dieser Währung bis zum sogenannten „Goldpunkt“. Ist dieser Goldpunkt erreicht, so ist es für den Importeur „billiger“ statt in der Währung des jeweiligen Exportlandes direkt in Gold zu bezahlen, da der Kursanstieg dieser Währung höher ist, als die Transport- und Versicherungskosten für den Goldtransport ins Exportland. Dadurch verringert sich die Goldmenge im Importland und erhöht sich dieselbe im Exportland. Da in Ländern mit Goldwährungen Goldmenge gleich Geldmenge bedeutet, verringert sich damit auch die Geldmenge im Importland.

### Implizierte Voraussetzungen
Voraussetzungen für das Funktionieren des Goldautomatismus sind elastische Preise und Löhne, d. h. bei Geld- und damit Goldvermehrung in einer Volkswirtschaft durch Exportüberschuss müssen dort die Preise und Löhne steigen bzw. umgekehrt. Weitere Voraussetzung ist internationaler Freihandel, d. h. keine Zölle oder andere Einfuhr- und Handelsbeschränkungen und schließlich Weltfrieden und internationales Vertrauen.

### Auswirkungen
Durch die Verringerung der Geld- und damit Goldmenge im Importland gehen die Preise dort tendenziell zurück (Deflation) und das Importland wird wettbewerbsfähiger. Demgegenüber erhöht sich die Geld- und Goldmenge im Exportland, was dort zu tendenziell höheren Preisen führt (Inflation) und die Wettbewerbsfähigkeit auf dem Weltmarkt vermindert. Durch diesen Mechanismus wird, zumindest theoretisch, erreicht, dass sich die Volkswirtschaften, die eine Goldwährung besitzen, sich tendenziell gleichmäßig entwickeln und die Zahlungsbilanzen der beteiligten Volkswirtschaften auf lange Sicht ausgeglichen bleiben. Durch dieses System ist gewährleistet, dass sich keine Volkswirtschaft durch einseitige Abwertung der eigenen Währung auf dem Weltmarkt einen Wettbewerbsvorteil verschaffen kann. Eine einseitige Abwertung ist deshalb nicht möglich, da in Goldwährungsländern Goldmenge gleich Geldmenge ist und somit die Geldmenge durch administrative Maßnahmen einer Regierung oder Notenbank nicht beeinflusst werden kann.

## „Spielregeln“ des Goldstandards
Der Goldautomatismus konnte theoretisch von selbst funktionieren, doch die von den Zentralbanken unternommenen Maßnahmen verstärkten diesen, da sie ebenfalls auf ein Zahlungsbilanzgleichgewicht aller Länder hinwirkten. Die Reaktionen der Zentralbanken auf Zuflüsse und Abflüsse von Gold stellten ebenfalls einen Mechanismus dar. Zentralbanken mit dauerhaften Goldverlusten hatten das Risiko, irgendwann ihre Verpflichtungen zum Umtausch von Banknoten nicht mehr erfüllen zu können. Sie waren daher bestrebt, in Phasen von Goldverlusten inländische Vermögenswerte zu verkaufen, die Zinssätze heraufzusetzen und Kapital aus dem Ausland anzuziehen. Zentralbanken, die ein Zufluss von Geld verzeichnen konnten, verspürten einen weitaus geringeren Anreiz, ihre Importe des Edelmetalles einzustellen. Der größte Anreiz bestand in den höheren Renditen verzinslicher Inlandsaktiva im Vergleich zu Gold. Eine Zentralbank, die Gold ansammelte, war der Verlockung ausgesetzt, Inlandsaktiva zu erwerben, um damit die inländischen Zinssätze zu senken, den Kapitalabfluss zu steigern und Gold ins Ausland zu treiben.